# Rajella bigelowi
Rajella bigelowi és una espècie de peix de la família dels raids i de l'ordre dels raïformes.

## Morfologia
- Els mascles poden assolir 55 cm de longitud total.[5][6]

## Reproducció
És ovípar i les femelles ponen càpsules d'ous, les quals presenten com unes banyes a la closca.

## Hàbitat
És un peix marí i d'aigües profundes que viu entre 650-4.156 m de fondària.

## Distribució geogràfica
Es troba a les Illes Açores, el Canadà, Guinea, Irlanda, Mèxic, el Marroc, els Estats Units, Saint-Pierre i Miquelon i el Sàhara Occidental.

## Observacions
És inofensiu per als humans.